# Menhir de Montotoute
Le menhir de Montotoute ou Pierre du Tombeau est situé à  Davayat dans le département français du Puy-de-Dôme.

## Protection
L'édifice a fait l’objet d’un classement au titre des monuments historiques en 1889.

## Description
Le menhir est en granite porphyroïde provenant de la région de Champs à 10 km plus au nord. Il mesure 4,20 m de hauteur et 4,73 m de diamètre à la base. Selon un sondage effectué en 1759 par M. Dutour, il est enfoncé de 0,66 m dans le sol. Son poids est estimé à près de 10 t.

## Historique
Le menhir est mentionné dès le XVIIIe siècle sous le nom de Pierre du Tombeau dans les Mémoires ou Journal des Jésuites de Trévoux. Jean-Étienne Guettard en fit mention dans une communication à l'Académie française. Les baillis de la baronnie de Vaux en Limagne et du marquisat de Combronde rendaient justice au pied du monument,.
Le menhir est désormais situé dans une petite cour d'une maison du bourg de Davayat mais demeure visible depuis la route.